# Motohiro Yamaguchi
Motohiro Yamaguchi (jap. 山口 素弘, Yamaguchi Motohiro; * 29. Januar 1969 in Takasaki) ist ein ehemaliger japanischer Fußballspieler.

## Nationalmannschaft
1995 debütierte Yamaguchi für die japanische Fußballnationalmannschaft. Mit der japanischen Nationalmannschaft qualifizierte er sich erfolgreich für die Fußball-WM 1998. Yamaguchi bestritt 58 Länderspiele und erzielte dabei vier Tore.

## Errungene Titel
- Kaiserpokal: 1993, 1998, 1999

## Persönliche Auszeichnungen
- J. League Best Eleven: 1996, 1997